# Seis destinos (película)
Seis destinos (título original, Tales of Manhattan) es una película antológica estadounidense de 1942 dirigida por Julien Duvivier. Trece escritores, incluyendo a Ben Hecht, Alan Campbell, Ferenc Molnár, Samuel Hoffenstein, y Donald Ogden Stewart, trabajaron en las seis historias de esta película. Basadas en la novela del escritor mexicano Francisco Rojas González Historia de un frac, siguen la trayectoria de un frac negro que ha sido maldecido por un cortador mientras va pasando de un propietario a otro en cinco historias a las que solo une el frac.

## Trama
El frac ha sido hecho a medida para el renombrado actor de teatro Paul Orman (Charles Boyer), que busca reavivar un amorío con su ex-romance Ethel (Rita Hayworth), quien se muestra receptiva. Pero ahora está casada, y su marido John (Thomas Mitchell) los encuentra juntos. John se ofrece a mostrarle a Paul su colección de armas, en particular su rifle de caza favorito. Lo carga deliberadamente. Paul no hace ningún movimiento para escapar y es disparado por el marido celoso. Mientras Paul finge su muerte, John afirma a su esposa, la única testigo, que fue un accidente. Ethel finalmente se da cuenta de que ama a John y se lo dice; acepta apoyar su historia. Paul vuelve a la vida, sorprendiendo a la pareja y diciéndoles que Juan se perdió por completo. Paul entonces deja a la pareja, pero más tarde se derrumba en su limusina y ordena a su ayuda de cámara Luther (Eugene Pallette) que lo lleve al hospital para ser tratado.
Más tarde Luther ofrece el abrigo, con un agujero de bala, como garantía de un préstamo de 10 dólares de su amigo Edgar (Roland Young). Edgar es el mayordomo de Harry Wilson (César Romero), que está a punto de casarse con Diane (Ginger Rogers). Pero la amiga de Diane, Ellen (Gail Patrick), que se está divorciando de su marido por infidelidad, la desafía a examinar el contenido del abrigo de Harry. Así encuentra una carta de amor de alguien llamado "Squirrel" ("Ardilla") (Marion Martin) a su "león apasionado". Harry escucha y convence a su padrino George (Henry Fonda) para que finja que tomó por error el abrigo de Harry después de una fiesta anoche y que la carta es realmente suya. George, que siente algo por Diane, acepta a regañadientes. Diane está completamente engañada... y comienza a ver a George (a quien ella consideraba "débil") bajo una luz completamente diferente, mucho más romántica. Diane se entera de la verdad cuando aparece Squirrel. Deja a Harry y se va con George.
Después, Luther y Edgar empeñan el abrigo por 10 dólares. Finalmente termina con Charles Smith (Charles Laughton), un desconocido compositor de música clásica. Un amigo arregla un encuentro con el famoso director Arturo Bellini (Victor Francen), quien queda impresionado con su composición. Se le ofrece la oportunidad de dirigir el estreno de su obra en el Carnegie Hall. En el último minuto, se le informa que debe vestirse adecuadamente. Elsa se apresura a comprarle el abrigo, pero le queda muy ajustado. Cuando dirige, se rasga en ambos hombros y el público estalla en risas. Charles se pone a llorar. Pero Bellini se levanta en su palco, se quita su propio frac y le pide que continúe; uno a uno, los "caballeros" del público se quitan sus propios fracs. Después de la actuación triunfal, Charles dona el frac frac frac para la caridad.
Joe (James Gleason), que dirige una misión para los pobres, entrega una carta al mendigo alcohólico Larry Browne (Edward G. Robinson). Es una invitación a la reunión de su 25 aniversario en la universidad, celebrada en el  hotel Waldorf Astoria. Joe convence a Larry para que asista, esperando que le ayude a reconstruir su vida. Larry logra convencer a sus antiguos compañeros de clase de que tiene éxito, incluso recibiendo una oferta de trabajo, pero uno de ellos, Williams (George Sanders), sabe que Larry era un abogado turbio en Chicago que fue inhabilitado. Cuando un hombre no puede encontrar su billetera, el grupo celebra un simulacro de juicio, con Larry como acusado y Williams como fiscal. Al final, Larry lo cuenta todo y se va. Sin embargo, a la mañana siguiente, tres de sus compañeros de clase vienen a la misión para hacerle saber que el trabajo sigue siendo suyo.
El abrigo termina en una  tienda de segunda mano, tiene una aventura con un cuento protagonizado por W. C. Fields, Phil Silvers y Margaret Dumont [ver más abajo]; donde es robado por un ladrón (J. Carrol Naish). Lo usa para entrar en un salón de apuestas ilegales de lujo para robar a los clientes. En su huida en avión, la chaqueta se incendia y el ladrón asustado la tira, con 43.000 dólares de botín en los bolsillos. Aterriza en Luke (Paul Robeson) y Esther (Ethel Waters), una pobre pareja negra. Se lo llevan a su ministro (Eddie Anderson), y deciden dar a su congregación para comprar lo que han rezado. Un viejo granjero (George Reed) le dice a Luke que lo único por lo que rezaba era por un espantapájaros, así que Luke le da la ahora andrajosa chaqueta para hacer una.

## Plagio
Francisco Rojas González acusó de plagio a los productores, argumentando que habían hecho uso de su cuento Historia de un frac (1930) sin darle el respectivo crédito. La productora Fox tuvo que reconocer que en la película Tales of Manhattan (o Seis destinos) el escritor mexicano había sido plagiado, pero Rojas González no recibió indemnización ya que Fox culpó, a su vez, al coproductor, que resultó insolvente.

## Reparto
- Charles Boyer as [Paul] Orman
- Rita Hayworth as Ethel [Halloway]
- Ginger Rogers as Diane
- Henry Fonda as George
- Charles Laughton as Charles Smith
- Edward G. Robinson as [Avery "Larry" L.] Browne
- Paul Robeson as Luke
- Ethel Waters as Esther
- Eddie "Rochester" Anderson as Rev. Lazarus
- Thomas Mitchell as [John] Halloway
- Eugene Pallette as Luther
- Cesar Romero as Harry [Wilson]
- Gail Patrick as Ellen
- Roland Young as Edgar
- Marion Martin as Squirrel
- Elsa Lanchester as Mrs. [Elsa] Smith
- Victor Francen as Arturo Bellini
- George Sanders as Williams
- James Gleason as "Father" Joe
- Harry Davenport as Profesor Lyons
- J. Carrol Naish as Costello
- The Hall Johnson Choir como ellos mismos
- Frank Orth como vendedor de ropa usada
- Christian Rub as Wilson
- Sig Arno as Piccolo Player
- James Rennie as Hank Bronson
- Harry Hayden as David
- Morris Ankrum as Judge
- Don Douglas as Henderson
- Mae Marsh as Molly
- Clarence Muse como abuelo
- George Reed as Christopher
- Cordell Hickman as Nicodemus
- Paul Renay as "Spud" Johnson
- Barbara Lynn as Mary
- Adeline De Walt Reynolds como abuela (acreditada como Adeline DeWalt Reynolds)
- Helene Reynolds como actriz

- Charles Boyer como [Paul] Orman
- Rita Hayworth como Ethel [Halloway]
- Ginger Rogers como Diane
- Henry Fonda como George
- Charles Laughton como Charles Smith
- Edward G. Robinson como [Avery "Larry" L.] Browne
- Paul Robeson como Luke
- Ethel Waters como Esther
- Eddie "Rochester" Anderson como Rev. Lazarus
- Thomas Mitchell como [John] Halloway
- Eugene Pallette como Luther
- Cesar Romero como Harry [Wilson]
- Gail Patrick como Ellen
- Roland Young como Edgar
- Marion Martin como Squirrel
- Elsa Lanchester como la Sra. [Elsa] Smith
- Victor Francen como Arturo Bellini
- George Sanders como Williams
- James Gleason como el "Padre" Joe
- Harry Davenport cmmoPel rofessr Lyons
- J. Carrol Naish como Costello
- El Coro Hall Johnson como ellos mismos
- Frank Orth como Vendedor de ropa de segunda mano
- Christian Rub como Wilson
- Sig Arno como Piccolo Player
- James Rennie como Hank Bronson
- Harry Hayden como David
- Morris Ankrum como el Juez
- Don Douglas como Henderson
- Mae Marsh como Molly
- Clarence Muse como el Abuelo
- George Reed como Christopher
- Cordell Hickman como Nicodemus
- Paul Renay como "Spud" Johnson
- Barbara Lynn como Mary
- Adeline De Walt Reynolds como Gla Abuela (como Adeline DeWalt Reynolds)
- Helene Reynolds como la Actriz

## Sexto relato eliminado
Un sexto relato presentaba a W. C. Fields, Phil Silvers y Margaret Dumont. Un estafador (Fields) compra la chaqueta a la tienda de segunda mano que la adquirió en la misión de rescate del cuarto cuento, pensando que está llena de dinero de su antiguo propietario, quien, según el vendedor de la tienda de segunda mano (Silvers), era "un millonario". El estafador lleva la chaqueta a una conferencia que va a dar sobre la abstinencia del alcohol en la casa de una mujer rica (Dumont), donde la leche de coco que se sirve como alternativa al alcohol ha sido rociada con alcohol por su marido - convirtiendo la conferencia en una fiesta de borrachos.
La secuencia fue escrita principalmente por Bert Lawrence, Anne Wigton,  William Morrow y Edmund Beloin, con el director Mal St. Clair "aconsejando (Duvivier) sobre gags y rutinas de comedia para Fields y otros cómics". Este cuento era el quinto de la secuencia y fue cortado cuando se estrenó la película para reducir el tiempo de rodaje. Era el más fácil de cortar sin perder la continuidad, e irónicamente, era de lejos el más divertido. Algunas fuentes indican que el "tiempo de ejecución" era una excusa conveniente; otros entre el elenco estaban descontentos porque la secuencia de Fields quitaba la atención del resto de la película.
Esta secuencia fue descubierta en las bóvedas del Zorro a mediados de los 90, aparentemente intacta. Fue usada en "Hidden Hollywood II: More Treasures from the 20th Century Fox Vaults" de Kevin Burns' un documental de televisión de 1997 que destaca las secuencias cortadas de las películas del estudio. Más tarde se incluyó como suplemento en el lanzamiento en VHS de Seis Destinos. El Fox Movie Channel transmite la película en su totalidad, con los seis relatos intactos y en su secuencia prevista.

## La controversia en torno al quinto relato sobre el lanzamiento de 1942
El cuento final, protagonizado por Paul Robeson y Ethel Waters y que describe lo que se consideraban estereotipos raciales incluso en 1942, fue criticado severamente tanto por Edward G. Robinson como por Robeson, un defensor de los buenos papeles en las películas para negros. Seis destinos fue el último intento de Robeson de trabajar en Hollywood tras haber hecho sólo 12 películas y rechazar ofertas de películas lucrativas durante más de tres años. Robeson estaba profundamente decepcionado con la secuencia, que incluía números musicales de Robeson y el coro de Hall Johnson. 
En un primer momento pensó que él y sus asociados podrían utilizar la descripción de la difícil situación de los negros pobres del campo -que se muestra en la película como la inversión de la mayor parte de sus ganancias en tierras comunales y herramientas- para mostrar un modo de vida de compartir y compartir. Aunque intentó cambiar parte del contenido de la película durante la producción, al final lo encontró «muy ofensivo para mi pueblo. Hace al negro infantil e inocente y está en la vieja tradición de gritar aleluya de las plantaciones... la misma vieja historia, el negro cantando su camino a la gloria». Para Robeson, era una cuestión de dignidad humana, y pesaba más que lo que consideraba su deber de promover la propiedad comunal, insertado en la historia de Robeson por el guionista Donald Ogden Stewart, como Robeson un miembro del Partido Comunista de EE. UU.
Algunos críticos y artistas negros (entre ellos Clarence Muse), señalaron que la película exponía las condiciones de vida de los negros bajo el sistema de aparcería, pero Robeson estaba tan descontento que intentó comprar todas las copias y sacar la película de la distribución. Tras su estreno, celebró una conferencia de prensa en la que anunció que ya no actuaría en películas de Hollywood debido a los papeles degradantes de que disponían los actores negros. Robeson también dijo que con gusto haría un piquete contra la película junto con otros que la encontraran ofensiva.

## Recepción
Bosley Crowther escribió en el New York Times que «Seis destinos es una de esas películas raras, una desviación difícil de la norma, que, a pesar de su naturaleza de cinco anillos, logra un efecto impresionante. No es profunda ni muy exigente, pero logra transmitir una comprensión suave y distante de la ironía y la piedad de la vida, y constantemente se ocupa de los intereses de cada uno con su serie de incidentes variados».